# Bad Wimpfen
Bad Wimpfen és un municipi al Land de Baden-Württemberg (Alemanya) a la riba del riu Neckar. Fins al 1930 s'havia anomenat simplement Wimpfen i a partir d'aquesta data va afegir el Bad (banys en alemany) per donar importància a les seves termes, explotades des del segle xix.